# XHCHZ-FM
Radio Lagarto cuyo indicativo es XHCHZ-FM es una emisora de radio de diferentes géneros musicales e información que emite desde Chiapa de Corzo, Chiapas, que emite en la frecuencia de los 107.9 mHz de la banda de frecuencia modulada con 25 000 watts de potencia. Pertenece al Instituto Mexicano de la Radio (IMER).